# 소년법
소년법은 반사회적 환경에 놓여 있는 소년법상의 소년(대한민국: 만 19세 미만의 사람, 일본 : 만 20세 미만의 사람)을 처벌보다는 교정하는 것을 목적으로 특별한 지위를 수여한 법률이다. 19세 미만의 자를 소년으로 규정하고 있으며, 10세 이상 14세 미만의 소년을 소년보호사건의 대상으로 하였다(제2·4조). 총칙, 보호사건, 형사사건, 비행예방, 벌칙 등 4장으로 나뉜 전문 71조와 부칙으로 되어 있다.

## UN 아동권리협약
제37조 당사국은 다음의 사항을 보장하여야 한다.
가. 어떠한 아동도 고문 또는 기타 잔혹하거나 비인간적이거나 굴욕적인 대우나 처벌을 받지 아니한다. 사형 또는 가석방 없는 종신형은 18세 미만의 사람이 범한 범죄에 대하여 과하여져서는 아니된다.
제40조
3. 당사국은 형사피의자, 형사피고인 또는 유죄로 인정받은 아동에게 특별히 적용될 수 있는 법률, 절차, 기관 및 기구의 설립을 촉진하도록 노력하며, 특히 다음 사항에 노력하여야 한다.— 아동의 권리에 관한 협약

## 대한민국 소년법 본문
제1장 총칙  <개정 2007. 12. 21.>
제1조(목적) 이 법은 반사회성(反社會性)이 있는 소년의 환경 조정과 품행 교정(矯正)을 위한 보호처분 등의 필요한 조치를 하고, 형사처분에 관한 특별조치를 함으로써 소년이 건전하게 성장하도록 돕는 것을 목적으로 한다.
[전문개정 2007. 12. 21.]
제2조(소년 및 보호자) 이 법에서 "소년"이란 19세 미만인 자를 말하며, "보호자"란 법률상 감호교육(監護敎育)을 할 의무가 있는 자 또는 현재 감호하는 자를 말한다.
[전문개정 2007. 12. 21.]

제2장 보호사건  <개정 2007. 12. 21.>
제1절 통칙  <개정 2007. 12. 21.>
제3조(관할 및 직능) ① 소년 보호사건의 관할은 소년의 행위지, 거주지 또는 현재지로 한다.
② 소년 보호사건은 가정법원소년부 또는 지방법원소년부[이하 "소년부(少年部)"라 한다]에 속한다.
③ 소년 보호사건의 심리(審理)와 처분 결정은 소년부 단독판사가 한다.
[전문개정 2007. 12. 21.]
```
제4조(보호의 대상과 송치 및 통고) ① 다음 각 호의 어느 하나에 해당하는 소년은 소년부의 보호사건으로 심리한다.
```

1. 죄를 범한 소년
2. 형벌 법령에 저촉되는 행위를 한 10세 이상 14세 미만인 소년
3. 다음 각 목에 해당하는 사유가 있고 그의 성격이나 환경에 비추어 앞으로 형벌 법령에 저촉되는 행위를 할 우려가 있는 10세 이상인 소년
가. 집단적으로 몰려다니며 주위 사람들에게 불안감을 조성하는 성벽(性癖)이 있는 것
나. 정당한 이유 없이 가출하는 것
다. 술을 마시고 소란을 피우거나 유해환경에 접하는 성벽이 있는 것
② 제1항제2호 및 제3호에 해당하는 소년이 있을 때에는 경찰서장은 직접 관할 소년부에 송치(送致)하여야 한다.
③ 제1항 각 호의 어느 하나에 해당하는 소년을 발견한 보호자 또는 학교ㆍ사회복리시설ㆍ보호관찰소(보호관찰지소를 포함한다. 이하 같다)의 장은 이를 관할 소년부에 통고할 수 있다.
[전문개정 2007. 12. 21.]
제5조(송치서) 소년 보호사건을 송치하는 경우에는 송치서에 사건 본인의 주거ㆍ성명ㆍ생년월일 및 행위의 개요와 가정 상황을 적고, 그 밖의 참고자료를 첨부하여야 한다.
[전문개정 2007. 12. 21.]
제6조(이송) ① 보호사건을 송치받은 소년부는 보호의 적정을 기하기 위하여 필요하다고 인정하면 결정(決定)으로써 사건을 다른 관할 소년부에 이송할 수 있다.
② 소년부는 사건이 그 관할에 속하지 아니한다고 인정하면 결정으로써 그 사건을 관할 소년부에 이송하여야 한다.
[전문개정 2007. 12. 21.]
제7조(형사처분 등을 위한 관할 검찰청으로의 송치) ① 소년부는 조사 또는 심리한 결과 금고 이상의 형에 해당하는 범죄 사실이 발견된 경우 그 동기와 죄질이 형사처분을 할 필요가 있다고 인정하면 결정으로써 사건을 관할 지방법원에 대응한 검찰청 검사에게 송치하여야 한다.
② 소년부는 조사 또는 심리한 결과 사건의 본인이 19세 이상인 것으로 밝혀진 경우에는 결정으로써 사건을 관할 지방법원에 대응하는 검찰청 검사에게 송치하여야 한다. 다만, 제51조에 따라 법원에 이송하여야 할 경우에는 그러하지 아니하다.
[전문개정 2007. 12. 21.]
```
제8조(통지) 소년부는 제6조와 제7조에 따른 결정을 하였을 때에는 지체 없이 그 사유를 사건 본인과 그 보호자에게 알려야 한다.
```

[전문개정 2007. 12. 21.]
```
      제2절 조사와 심리  <개정 2007. 12. 21.>
```

제9조(조사 방침) 조사는 의학ㆍ심리학ㆍ교육학ㆍ사회학이나 그 밖의 전문적인 지식을 활용하여 소년과 보호자 또는 참고인의 품행, 경력, 가정 상황, 그 밖의 환경 등을 밝히도록 노력하여야 한다.
[전문개정 2007. 12. 21.]
```
제10조(진술거부권의 고지) 소년부 또는 조사관이 범죄 사실에 관하여 소년을 조사할 때에는 미리 소년에게 불리한 진술을 거부할 수 있음을 알려야 한다.
```

[전문개정 2007. 12. 21.]
제11조(조사명령) ① 소년부 판사는 조사관에게 사건 본인, 보호자 또는 참고인의 심문이나 그 밖에 필요한 사항을 조사하도록 명할 수 있다.
② 소년부는 제4조제3항에 따라 통고된 소년을 심리할 필요가 있다고 인정하면 그 사건을 조사하여야 한다.
[전문개정 2007. 12. 21.]
제12조(전문가의 진단) 소년부는 조사 또는 심리를 할 때에 정신건강의학과의사ㆍ심리학자ㆍ사회사업가ㆍ교육자나 그 밖의 전문가의 진단, 소년 분류심사원의 분류심사 결과와 의견, 보호관찰소의 조사결과와 의견 등을 고려하여야 한다.  <개정 2011. 8. 4.>
[전문개정 2007. 12. 21.]
```
제13조(소환 및 동행영장) ① 소년부 판사는 사건의 조사 또는 심리에 필요하다고 인정하면 기일을 지정하여 사건 본인이나 보호자 또는 참고인을 소환할 수 있다.
```

② 사건 본인이나 보호자가 정당한 이유 없이 소환에 응하지 아니하면 소년부 판사는 동행영장을 발부할 수 있다.
[전문개정 2007. 12. 21.]
```
제14조(긴급동행영장) 소년부 판사는 사건 본인을 보호하기 위하여 긴급조치가 필요하다고 인정하면 제13조제1항에 따른 소환 없이 동행영장을 발부할 수 있다.
```

[전문개정 2007. 12. 21.]
```
제15조(동행영장의 방식) 동행영장에는 다음 각 호의 사항을 적고 소년부 판사가 서명날인하여야 한다.
```

1. 소년이나 보호자의 성명
2. 나이
3. 주거
4. 행위의 개요
5. 인치(引致)하거나 수용할 장소
6. 유효기간 및 그 기간이 지나면 집행에 착수하지 못하며 영장을 반환하여야 한다는 취지
7. 발부연월일
[전문개정 2007. 12. 21.]
제16조(동행영장의 집행) ① 동행영장은 조사관이 집행한다.
② 소년부 판사는 소년부 법원서기관ㆍ법원사무관ㆍ법원주사ㆍ법원주사보나 보호관찰관 또는 사법경찰관리에게 동행영장을 집행하게 할 수 있다.
③ 동행영장을 집행하면 지체 없이 보호자나 보조인에게 알려야 한다.
[전문개정 2007. 12. 21.]
제17조(보조인 선임) ① 사건 본인이나 보호자는 소년부 판사의 허가를 받아 보조인을 선임할 수 있다.
② 보호자나 변호사를 보조인으로 선임하는 경우에는 제1항의 허가를 받지 아니하여도 된다.
③ 보조인을 선임함에 있어서는 보조인과 연명날인한 서면을 제출하여야 한다. 이 경우 변호사가 아닌 사람을 보조인으로 선임할 경우에는 위 서면에 소년과 보조인과의 관계를 기재하여야 한다.
④ 소년부 판사는 보조인이 심리절차를 고의로 지연시키는 등 심리진행을 방해하거나 소년의 이익에 반하는 행위를 할 우려가 있다고 판단하는 경우에는 보조인 선임의 허가를 취소할 수 있다.
⑤ 보조인의 선임은 심급마다 하여야 한다.
⑥ 「형사소송법」 중 변호인의 권리의무에 관한 규정은 소년 보호사건의 성질에 위배되지 아니하는 한 보조인에 대하여 준용한다.
[전문개정 2007. 12. 21.]
제17조의2(국선보조인) ① 소년이 소년분류심사원에 위탁된 경우 보조인이 없을 때에는 법원은 변호사 등 적정한 자를 보조인으로 선정하여야 한다.
② 소년이 소년분류심사원에 위탁되지 아니하였을 때에도 다음의 경우 법원은 직권에 의하거나 소년 또는 보호자의 신청에 따라 보조인을 선정할 수 있다.
1. 소년에게 신체적ㆍ정신적 장애가 의심되는 경우
2. 빈곤이나 그 밖의 사유로 보조인을 선임할 수 없는 경우
3. 그 밖에 소년부 판사가 보조인이 필요하다고 인정하는 경우
③ 제1항과 제2항에 따라 선정된 보조인에게 지급하는 비용에 대하여는 「형사소송비용 등에 관한 법률」을 준용한다.
[본조신설 2007. 12. 21.]
```
제18조(임시조치) ① 소년부 판사는 사건을 조사 또는 심리하는 데에 필요하다고 인정하면 소년의 감호에 관하여 결정으로써 다음 각 호의 어느 하나에 해당하는 조치를 할 수 있다.
```

1. 보호자, 소년을 보호할 수 있는 적당한 자 또는 시설에 위탁
2. 병원이나 그 밖의 요양소에 위탁
3. 소년분류심사원에 위탁
② 동행된 소년 또는 제52조제1항에 따라 인도된 소년에 대하여는 도착한 때로부터 24시간 이내에 제1항의 조치를 하여야 한다.
③ 제1항제1호 및 제2호의 위탁기간은 3개월을, 제1항제3호의 위탁기간은 1개월을 초과하지 못한다. 다만, 특별히 계속 조치할 필요가 있을 때에는 한 번에 한하여 결정으로써 연장할 수 있다.
④ 제1항제1호 및 제2호의 조치를 할 때에는 보호자 또는 위탁받은 자에게 소년의 감호에 관한 필요 사항을 지시할 수 있다.
⑤ 소년부 판사는 제1항의 결정을 하였을 때에는 소년부 법원서기관ㆍ법원사무관ㆍ법원주사ㆍ법원주사보, 소년분류심사원 소속 공무원, 교도소 또는 구치소 소속 공무원, 보호관찰관 또는 사법경찰관리에게 그 결정을 집행하게 할 수 있다.
⑥ 제1항의 조치는 언제든지 결정으로써 취소하거나 변경할 수 있다.
[전문개정 2007. 12. 21.]
```
제19조(심리 불개시의 결정) ① 소년부 판사는 송치서와 조사관의 조사보고에 따라 사건의 심리를 개시(開始)할 수 없거나 개시할 필요가 없다고 인정하면 심리를 개시하지 아니한다는 결정을 하여야 한다. 이 결정은 사건 본인과 보호자에게 알려야 한다.
```

② 사안이 가볍다는 이유로 심리를 개시하지 아니한다는 결정을 할 때에는 소년에게 훈계하거나 보호자에게 소년을 엄격히 관리하거나 교육하도록 고지할 수 있다.
③ 제1항의 결정이 있을 때에는 제18조의 임시조치는 취소된 것으로 본다.
④ 소년부 판사는 소재가 분명하지 아니하다는 이유로 심리를 개시하지 아니한다는 결정을 받은 소년의 소재가 밝혀진 경우에는 그 결정을 취소하여야 한다.
[전문개정 2007. 12. 21.]
제20조(심리 개시의 결정) ① 소년부 판사는 송치서와 조사관의 조사보고에 따라 사건을 심리할 필요가 있다고 인정하면 심리 개시 결정을 하여야 한다.
② 제1항의 결정은 사건 본인과 보호자에게 알려야 한다. 이 경우 심리 개시 사유의 요지와 보조인을 선임할 수 있다는 취지를 아울러 알려야 한다.
[전문개정 2007. 12. 21.]
제21조(심리 기일의 지정) ① 소년부 판사는 심리 기일을 지정하고 본인과 보호자를 소환하여야 한다. 다만, 필요가 없다고 인정한 경우에는 보호자는 소환하지 아니할 수 있다.
② 보조인이 선정된 경우에는 보조인에게 심리 기일을 알려야 한다.
[전문개정 2007. 12. 21.]
제22조(기일 변경) 소년부 판사는 직권에 의하거나 사건 본인, 보호자 또는 보조인의 청구에 의하여 심리 기일을 변경할 수 있다. 기일을 변경한 경우에는 이를 사건 본인, 보호자 또는 보조인에게 알려야 한다.
[전문개정 2007. 12. 21.]
제23조(심리의 개시) ① 심리 기일에는 소년부 판사와 서기가 참석하여야 한다.
② 조사관, 보호자 및 보조인은 심리 기일에 출석할 수 있다.
[전문개정 2007. 12. 21.]
제24조(심리의 방식) ① 심리는 친절하고 온화하게 하여야 한다.
② 심리는 공개하지 아니한다. 다만, 소년부 판사는 적당하다고 인정하는 자에게 참석을 허가할 수 있다.
[전문개정 2007. 12. 21.]
제25조(의견의 진술) ① 조사관, 보호자 및 보조인은 심리에 관하여 의견을 진술할 수 있다.
② 제1항의 경우에 소년부 판사는 필요하다고 인정하면 사건 본인의 퇴장을 명할 수 있다.
[전문개정 2007. 12. 21.]
조문체계도버튼
```
제25조의2(피해자 등의 진술권) 소년부 판사는 피해자 또는 그 법정대리인ㆍ변호인ㆍ배우자ㆍ직계친족ㆍ형제자매(이하 이 조에서 "대리인등"이라 한다)가 의견진술을 신청할 때에는 피해자나 그 대리인등에게 심리 기일에 의견을 진술할 기회를 주어야 한다. 다만, 다음 각 호의 어느 하나에 해당하는 경우에는 그러하지 아니하다.
```

1. 신청인이 이미 심리절차에서 충분히 진술하여 다시 진술할 필요가 없다고 인정되는 경우
2. 신청인의 진술로 심리절차가 현저하게 지연될 우려가 있는 경우
[본조신설 2007. 12. 21.]
```
제25조의3(화해권고) ① 소년부 판사는 소년의 품행을 교정하고 피해자를 보호하기 위하여 필요하다고 인정하면 소년에게 피해 변상 등 피해자와의 화해를 권고할 수 있다.
```

② 소년부 판사는 제1항의 화해를 위하여 필요하다고 인정하면 기일을 지정하여 소년, 보호자 또는 참고인을 소환할 수 있다.
③ 소년부 판사는 소년이 제1항의 권고에 따라 피해자와 화해하였을 경우에는 보호처분을 결정할 때 이를 고려할 수 있다.
[본조신설 2007. 12. 21.]
제26조(증인신문, 감정, 통역ㆍ번역) ① 소년부 판사는 증인을 신문(訊問)하고 감정(鑑定)이나 통역 및 번역을 명할 수 있다.
② 제1항의 경우에는 「형사소송법」 중 법원의 증인신문, 감정이나 통역 및 번역에 관한 규정을 보호사건의 성질에 위반되지 아니하는 한도에서 준용한다.
[전문개정 2007. 12. 21.]
제27조(검증, 압수, 수색) ① 소년부 판사는 검증, 압수 또는 수색을 할 수 있다.
② 제1항의 경우에는 「형사소송법」 중 법원의 검증, 압수 및 수색에 관한 규정은 보호사건의 성질에 위반되지 아니하는 한도에서 준용한다.
[전문개정 2007. 12. 21.]
```
제28조(원조, 협력) ① 소년부 판사는 그 직무에 관하여 모든 행정기관, 학교, 병원, 그 밖의 공사단체(公私團體)에 필요한 원조와 협력을 요구할 수 있다.
```

② 제1항의 요구를 거절할 때에는 정당한 이유를 제시하여야 한다.
[전문개정 2007. 12. 21.]
제29조(불처분 결정) ① 소년부 판사는 심리 결과 보호처분을 할 수 없거나 할 필요가 없다고 인정하면 그 취지의 결정을 하고, 이를 사건 본인과 보호자에게 알려야 한다.
② 제1항의 결정에 관하여는 제19조제2항과 제3항을 준용한다.
[전문개정 2007. 12. 21.]
제30조(기록의 작성) ① 소년부 법원서기관ㆍ법원사무관ㆍ법원주사 또는 법원주사보는 보호사건의 조사 및 심리에 대한 기록을 작성하여 조사 및 심리의 내용과 모든 결정을 명확히 하고 그 밖에 필요한 사항을 적어야 한다.
② 조사 기록에는 조사관 및 소년부 법원서기관ㆍ법원사무관ㆍ법원주사 또는 법원주사보가, 심리기록에는 소년부 판사 및 법원서기관ㆍ법원사무관ㆍ법원주사 또는 법원주사보가 서명날인하여야 한다.
[전문개정 2007. 12. 21.]
제30조의2(기록의 열람ㆍ등사) 소년 보호사건의 기록과 증거물은 소년부 판사의 허가를 받은 경우에만 열람하거나 등사할 수 있다. 다만, 보조인이 심리 개시 결정 후에 소년 보호사건의 기록과 증거물을 열람하는 경우에는 소년부 판사의 허가를 받지 아니하여도 된다.
[전문개정 2007. 12. 21.]
제31조(위임규정) 소년 보호사건의 심리에 필요한 사항은 대법원규칙으로 정한다.
[전문개정 2007. 12. 21.]
제3절 보호처분  <개정 2007. 12. 21.>
```
제32조(보호처분의 결정) ① 소년부 판사는 심리 결과 보호처분을 할 필요가 있다고 인정하면 결정으로써 다음 각 호의 어느 하나에 해당하는 처분을 하여야 한다.
```

1. 보호자 또는 보호자를 대신하여 소년을 보호할 수 있는 자에게 감호 위탁
2. 수강명령
3. 사회봉사명령
4. 보호관찰관의 단기(短期) 보호관찰
5. 보호관찰관의 장기(長期) 보호관찰
6. 「아동복지법」에 따른 아동복지시설이나 그 밖의 소년보호시설에 감호 위탁
7. 병원, 요양소 또는 「보호소년 등의 처우에 관한 법률」에 따른 소년의료보호시설에 위탁
8. 1개월 이내의 소년원 송치
9. 단기 소년원 송치
10. 장기 소년원 송치
② 다음 각 호 안의 처분 상호 간에는 그 전부 또는 일부를 병합할 수 있다.
1. 제1항제1호ㆍ제2호ㆍ제3호ㆍ제4호 처분
2. 제1항제1호ㆍ제2호ㆍ제3호ㆍ제5호 처분
3. 제1항제4호ㆍ제6호 처분
4. 제1항제5호ㆍ제6호 처분
5. 제1항제5호ㆍ제8호 처분
③ 제1항제3호의 처분은 14세 이상의 소년에게만 할 수 있다.
④ 제1항제2호 및 제10호의 처분은 12세 이상의 소년에게만 할 수 있다.
⑤ 제1항 각 호의 어느 하나에 해당하는 처분을 한 경우 소년부는 소년을 인도하면서 소년의 교정에 필요한 참고자료를 위탁받는 자나 처분을 집행하는 자에게 넘겨야 한다.
⑥ 소년의 보호처분은 그 소년의 장래 신상에 어떠한 영향도 미치지 아니한다.
[전문개정 2007. 12. 21.]
제32조의2(보호관찰처분에 따른 부가처분 등) ① 제32조제1항제4호 또는 제5호의 처분을 할 때에 3개월 이내의 기간을 정하여 「보호소년 등의 처우에 관한 법률」에 따른 대안교육 또는 소년의 상담ㆍ선도ㆍ교화와 관련된 단체나 시설에서의 상담ㆍ교육을 받을 것을 동시에 명할 수 있다.
② 제32조제1항제4호 또는 제5호의 처분을 할 때에 1년 이내의 기간을 정하여 야간 등 특정 시간대의 외출을 제한하는 명령을 보호관찰대상자의 준수 사항으로 부과할 수 있다.
③ 소년부 판사는 가정상황 등을 고려하여 필요하다고 판단되면 보호자에게 소년원ㆍ소년분류심사원 또는 보호관찰소 등에서 실시하는 소년의 보호를 위한 특별교육을 받을 것을 명할 수 있다.
[본조신설 2007. 12. 21.]
```
제33조(보호처분의 기간) ① 제32조제1항제1호ㆍ제6호ㆍ제7호의 위탁기간은 6개월로 하되, 소년부 판사는 결정으로써 6개월의 범위에서 한 번에 한하여 그 기간을 연장할 수 있다. 다만, 소년부 판사는 필요한 경우에는 언제든지 결정으로써 그 위탁을 종료시킬 수 있다.
```

② 제32조제1항제4호의 단기 보호관찰기간은 1년으로 한다.
③ 제32조제1항제5호의 장기 보호관찰기간은 2년으로 한다. 다만, 소년부 판사는 보호관찰관의 신청에 따라 결정으로써 1년의 범위에서 한 번에 한하여 그 기간을 연장할 수 있다.
④ 제32조제1항제2호의 수강명령은 100시간을, 제32조제1항제3호의 사회봉사명령은 200시간을 초과할 수 없으며, 보호관찰관이 그 명령을 집행할 때에는 사건 본인의 정상적인 생활을 방해하지 아니하도록 하여야 한다.
⑤ 제32조제1항제9호에 따라 단기로 소년원에 송치된 소년의 보호기간은 6개월을 초과하지 못한다.
⑥ 제32조제1항제10호에 따라 장기로 소년원에 송치된 소년의 보호기간은 2년을 초과하지 못한다.
⑦ 제32조제1항제6호부터 제10호까지의 어느 하나에 해당하는 처분을 받은 소년이 시설위탁이나 수용 이후 그 시설을 이탈하였을 때에는 위 처분기간은 진행이 정지되고, 재위탁 또는 재수용된 때로부터 다시 진행한다.
[전문개정 2007. 12. 21.]
```
제34조(몰수의 대상) ① 소년부 판사는 제4조제1항제1호ㆍ제2호에 해당하는 소년에 대하여 제32조의 처분을 하는 경우에는 결정으로써 다음의 물건을 몰수할 수 있다.
```

1. 범죄 또는 형벌 법령에 저촉되는 행위에 제공하거나 제공하려 한 물건
2. 범죄 또는 형벌 법령에 저촉되는 행위로 인하여 생기거나 이로 인하여 취득한 물건
3. 제1호와 제2호의 대가로 취득한 물건
② 제1항의 몰수는 그 물건이 사건 본인 이외의 자의 소유에 속하지 아니하는 경우에만 할 수 있다. 다만, 사건 본인의 행위가 있은 후 그 정을 알고도 취득한 자가 소유한 경우에는 그러하지 아니하다.
[전문개정 2007. 12. 21.]
```
제35조(결정의 집행) 소년부 판사는 제32조제1항 또는 제32조의2에 따른 처분 결정을 하였을 때에는 조사관, 소년부 법원서기관ㆍ법원사무관ㆍ법원주사ㆍ법원주사보, 보호관찰관, 소년원 또는 소년분류심사원 소속 공무원, 그 밖에 위탁 또는 송치받을 기관 소속의 직원에게 그 결정을 집행하게 할 수 있다.
```

[전문개정 2007. 12. 21.]
```
제36조(보고와 의견 제출) ① 소년부 판사는 제32조제1항제1호ㆍ제6호ㆍ제7호의 처분을 한 경우에는 위탁받은 자에게 소년에 관한 보고서나 의견서를 제출하도록 요구할 수 있다.
```

② 소년부 판사는 조사관에게 제32조제1항제1호ㆍ제6호ㆍ제7호의 처분에 관한 집행상황을 보고하게 할 수 있고, 필요하다고 인정되면 위탁받은 자에게 그 집행과 관련된 사항을 지시할 수 있다.
[전문개정 2007. 12. 21.]
```
제37조(처분의 변경) ① 소년부 판사는 위탁받은 자나 보호처분을 집행하는 자의 신청에 따라 결정으로써 제32조의 보호처분과 제32조의2의 부가처분을 변경할 수 있다. 다만, 제32조제1항제1호ㆍ제6호ㆍ제7호의 보호처분과 제32조의2제1항의 부가처분은 직권으로 변경할 수 있다.
```

② 제1항에 따른 결정을 집행할 때에는 제35조를 준용한다.
③ 제1항의 결정은 지체 없이 사건 본인과 보호자에게 알리고 그 취지를 위탁받은 자나 보호처분을 집행하는 자에게 알려야 한다.
[전문개정 2007. 12. 21.]
```
제38조(보호처분의 취소) ① 보호처분이 계속 중일 때에 사건 본인이 처분 당시 19세 이상인 것으로 밝혀진 경우에는 소년부 판사는 결정으로써 그 보호처분을 취소하고 다음의 구분에 따라 처리하여야 한다.
```

1. 검사ㆍ경찰서장의 송치 또는 제4조제3항의 통고에 의한 사건인 경우에는 관할 지방법원에 대응하는 검찰청 검사에게 송치한다.
2. 제50조에 따라 법원이 송치한 사건인 경우에는 송치한 법원에 이송한다.
② 제4조제1항제1호ㆍ제2호의 소년에 대한 보호처분이 계속 중일 때에 사건 본인이 행위 당시 10세 미만으로 밝혀진 경우 또는 제4조제1항제3호의 소년에 대한 보호처분이 계속 중일 때에 사건 본인이 처분 당시 10세 미만으로 밝혀진 경우에는 소년부 판사는 결정으로써 그 보호처분을 취소하여야 한다.
[전문개정 2007. 12. 21.]
제39조(보호처분과 유죄판결) 보호처분이 계속 중일 때에 사건 본인에 대하여 유죄판결이 확정된 경우에 보호처분을 한 소년부 판사는 그 처분을 존속할 필요가 없다고 인정하면 결정으로써 보호처분을 취소할 수 있다.
[전문개정 2007. 12. 21.]
제40조(보호처분의 경합) 보호처분이 계속 중일 때에 사건 본인에 대하여 새로운 보호처분이 있었을 때에는 그 처분을 한 소년부 판사는 이전의 보호처분을 한 소년부에 조회하여 어느 하나의 보호처분을 취소하여야 한다.
[전문개정 2007. 12. 21.]
제41조(비용의 보조) 제18조제1항제1호ㆍ제2호의 조치에 관한 결정이나 제32조제1항제1호ㆍ제6호ㆍ제7호(「보호소년 등의 처우에 관한 법률」에 따른 소년의료보호시설 위탁처분은 제외한다)의 처분을 받은 소년의 보호자는 위탁받은 자에게 그 감호에 관한 비용의 전부 또는 일부를 지급하여야 한다. 다만, 보호자가 지급할 능력이 없을 때에는 소년부가 지급할 수 있다.
[전문개정 2007. 12. 21.]
제42조(증인 등의 비용) ① 증인ㆍ감정인ㆍ통역인ㆍ번역인에게 지급하는 비용, 숙박료, 그 밖의 비용에 대하여는 「형사소송법」 중 비용에 관한 규정을 준용한다.
② 참고인에게 지급하는 비용에 관하여는 제1항을 준용한다.
[전문개정 2007. 12. 21.]
```
      제4절 항고  <개정 2007. 12. 21.>
```

제43조(항고) ① 제32조에 따른 보호처분의 결정 및 제32조의2에 따른 부가처분 등의 결정 또는 제37조의 보호처분ㆍ부가처분 변경 결정이 다음 각 호의 어느 하나에 해당하면 사건 본인ㆍ보호자ㆍ보조인 또는 그 법정대리인은 관할 가정법원 또는 지방법원 본원 합의부에 항고할 수 있다.
1. 해당 결정에 영향을 미칠 법령 위반이 있거나 중대한 사실 오인(誤認)이 있는 경우
2. 처분이 현저히 부당한 경우
② 항고를 제기할 수 있는 기간은 7일로 한다.
[전문개정 2007. 12. 21.]
제44조(항고장의 제출) ① 항고를 할 때에는 항고장을 원심(原審) 소년부에 제출하여야 한다.
② 항고장을 받은 소년부는 3일 이내에 의견서를 첨부하여 항고법원에 송부하여야 한다.
[전문개정 2007. 12. 21.]
```
제45조(항고의 재판) ① 항고법원은 항고 절차가 법률에 위반되거나 항고가 이유 없다고 인정한 경우에는 결정으로써 항고를 기각하여야 한다.
```

② 항고법원은 항고가 이유가 있다고 인정한 경우에는 원결정(原決定)을 취소하고 사건을 원소년부에 환송(還送)하거나 다른 소년부에 이송하여야 한다. 다만, 환송 또는 이송할 여유가 없이 급하거나 그 밖에 필요하다고 인정한 경우에는 원결정을 파기하고 불처분 또는 보호처분의 결정을 할 수 있다.
③ 제2항에 따라 항고가 이유가 있다고 인정되어 보호처분의 결정을 다시 하는 경우에는 원결정에 따른 보호처분의 집행 기간은 그 전부를 항고에 따른 보호처분의 집행 기간에 산입(제32조제1항제8호ㆍ제9호ㆍ제10호 처분 상호 간에만 해당한다)한다.  <신설 2015. 12. 1.>
[전문개정 2007. 12. 21.]
제46조(집행 정지) 항고는 결정의 집행을 정지시키는 효력이 없다.
[전문개정 2007. 12. 21.]
제47조(재항고) ① 항고를 기각하는 결정에 대하여는 그 결정이 법령에 위반되는 경우에만 대법원에 재항고를 할 수 있다.
② 제1항의 재항고에 관하여는 제43조제2항 및 제45조제3항을 준용한다.  <개정 2015. 12. 1.>
[전문개정 2007. 12. 21.]
```
      제3장 형사사건  <개정 2007. 12. 21.>
```

```
      제1절 통칙  <개정 2007. 12. 21.>
```

```
제48조(준거법례) 소년에 대한 형사사건에 관하여는 이 법에 특별한 규정이 없으면 일반 형사사건의 예에 따른다.
```

[전문개정 2007. 12. 21.]
제49조(검사의 송치) ① 검사는 소년에 대한 피의사건을 수사한 결과 보호처분에 해당하는 사유가 있다고 인정한 경우에는 사건을 관할 소년부에 송치하여야 한다.
② 소년부는 제1항에 따라 송치된 사건을 조사 또는 심리한 결과 그 동기와 죄질이 금고 이상의 형사처분을 할 필요가 있다고 인정할 때에는 결정으로써 해당 검찰청 검사에게 송치할 수 있다.
③ 제2항에 따라 송치한 사건은 다시 소년부에 송치할 수 없다.
[전문개정 2007. 12. 21.]
제49조의2(검사의 결정 전 조사) ① 검사는 소년 피의사건에 대하여 소년부 송치, 공소제기, 기소유예 등의 처분을 결정하기 위하여 필요하다고 인정하면 피의자의 주거지 또는 검찰청 소재지를 관할하는 보호관찰소의 장, 소년분류심사원장 또는 소년원장(이하 "보호관찰소장등"이라 한다)에게 피의자의 품행, 경력, 생활환경이나 그 밖에 필요한 사항에 관한 조사를 요구할 수 있다.
② 제1항의 요구를 받은 보호관찰소장등은 지체 없이 이를 조사하여 서면으로 해당 검사에게 통보하여야 하며, 조사를 위하여 필요한 경우에는 소속 보호관찰관ㆍ분류심사관 등에게 피의자 또는 관계인을 출석하게 하여 진술요구를 하는 등의 방법으로 필요한 사항을 조사하게 할 수 있다.
③ 제2항에 따른 조사를 할 때에는 미리 피의자 또는 관계인에게 조사의 취지를 설명하여야 하고, 피의자 또는 관계인의 인권을 존중하며, 직무상 비밀을 엄수하여야 한다.
④ 검사는 보호관찰소장등으로부터 통보받은 조사 결과를 참고하여 소년피의자를 교화ㆍ개선하는 데에 가장 적합한 처분을 결정하여야 한다.
[본조신설 2007. 12. 21.]
```
제49조의3(조건부 기소유예) 검사는 피의자에 대하여 다음 각 호에 해당하는 선도(善導) 등을 받게 하고, 피의사건에 대한 공소를 제기하지 아니할 수 있다. 이 경우 소년과 소년의 친권자ㆍ후견인 등 법정대리인의 동의를 받아야 한다.
```

1. 범죄예방자원봉사위원의 선도
2. 소년의 선도ㆍ교육과 관련된 단체ㆍ시설에서의 상담ㆍ교육ㆍ활동 등
[본조신설 2007. 12. 21.]
제50조(법원의 송치) 법원은 소년에 대한 피고사건을 심리한 결과 보호처분에 해당할 사유가 있다고 인정하면 결정으로써 사건을 관할 소년부에 송치하여야 한다.
[전문개정 2007. 12. 21.]
```
제51조(이송) 소년부는 제50조에 따라 송치받은 사건을 조사 또는 심리한 결과 사건의 본인이 19세 이상인 것으로 밝혀지면 결정으로써 송치한 법원에 사건을 다시 이송하여야 한다.
```

[전문개정 2007. 12. 21.]
제52조(소년부 송치 시의 신병 처리) ① 제49조제1항이나 제50조에 따른 소년부 송치결정이 있는 경우에는 소년을 구금하고 있는 시설의 장은 검사의 이송 지휘를 받은 때로부터 법원 소년부가 있는 시ㆍ군에서는 24시간 이내에, 그 밖의 시ㆍ군에서는 48시간 이내에 소년을 소년부에 인도하여야 한다. 이 경우 구속영장의 효력은 소년부 판사가 제18조제1항에 따른 소년의 감호에 관한 결정을 한 때에 상실한다.
② 제1항에 따른 인도와 결정은 구속영장의 효력기간 내에 이루어져야 한다.
[전문개정 2007. 12. 21.]
제53조(보호처분의 효력) 제32조의 보호처분을 받은 소년에 대하여는 그 심리가 결정된 사건은 다시 공소를 제기하거나 소년부에 송치할 수 없다. 다만, 제38조제1항제1호의 경우에는 공소를 제기할 수 있다.
[전문개정 2007. 12. 21.]
```
제54조(공소시효의 정지) 제20조에 따른 심리 개시 결정이 있었던 때로부터 그 사건에 대한 보호처분의 결정이 확정될 때까지 공소시효는 그 진행이 정지된다.
```

[전문개정 2007. 12. 21.]
제55조(구속영장의 제한) ① 소년에 대한 구속영장은 부득이한 경우가 아니면 발부하지 못한다.
② 소년을 구속하는 경우에는 특별한 사정이 없으면 다른 피의자나 피고인과 분리하여 수용하여야 한다.
[전문개정 2007. 12. 21.]
```
      제2절 심판  <개정 2007. 12. 21.>
```

```
제56조(조사의 위촉) 법원은 소년에 대한 형사사건에 관하여 필요한 사항을 조사하도록 조사관에게 위촉할 수 있다.
```

[전문개정 2007. 12. 21.]
제57조(심리의 분리) 소년에 대한 형사사건의 심리는 다른 피의사건과 관련된 경우에도 심리에 지장이 없으면 그 절차를 분리하여야 한다.
[전문개정 2007. 12. 21.]
제58조(심리의 방침) ① 소년에 대한 형사사건의 심리는 친절하고 온화하게 하여야 한다.
② 제1항의 심리에는 소년의 심신상태, 품행, 경력, 가정상황, 그 밖의 환경 등에 대하여 정확한 사실을 밝힐 수 있도록 특별히 유의하여야 한다.
[전문개정 2007. 12. 21.]
제59조(사형 및 무기형의 완화) 죄를 범할 당시 18세 미만인 소년에 대하여 사형 또는 무기형(無期刑)으로 처할 경우에는 15년의 유기징역으로 한다.
[전문개정 2007. 12. 21.]
```
제60조(부정기형) ① 소년이 법정형으로 장기 2년 이상의 유기형(有期刑)에 해당하는 죄를 범한 경우에는 그 형의 범위에서 장기와 단기를 정하여 선고한다. 다만, 장기는 10년, 단기는 5년을 초과하지 못한다.
```

② 소년의 특성에 비추어 상당하다고 인정되는 때에는 그 형을 감경할 수 있다.
③ 형의 집행유예나 선고유예를 선고할 때에는 제1항을 적용하지 아니한다.
④ 소년에 대한 부정기형을 집행하는 기관의 장은 형의 단기가 지난 소년범의 행형(行刑) 성적이 양호하고 교정의 목적을 달성하였다고 인정되는 경우에는 관할 검찰청 검사의 지휘에 따라 그 형의 집행을 종료시킬 수 있다.  <개정 2018. 9. 18.>
[전문개정 2007. 12. 21.]
```
제61조(미결구금일수의 산입) 제18조제1항제3호의 조치가 있었을 때에는 그 위탁기간은 「형법」 제57조제1항의 판결선고 전 구금일수(拘禁日數)로 본다.
```

[전문개정 2007. 12. 21.]
제62조(환형처분의 금지) 18세 미만인 소년에게는 「형법」 제70조에 따른 유치선고를 하지 못한다. 다만, 판결선고 전 구속되었거나 제18조제1항제3호의 조치가 있었을 때에는 그 구속 또는 위탁의 기간에 해당하는 기간은 노역장(勞役場)에 유치된 것으로 보아 「형법」 제57조를 적용할 수 있다.
[전문개정 2007. 12. 21.]
제63조(징역ㆍ금고의 집행) 징역 또는 금고를 선고받은 소년에 대하여는 특별히 설치된 교도소 또는 일반 교도소 안에 특별히 분리된 장소에서 그 형을 집행한다. 다만, 소년이 형의 집행 중에 23세가 되면 일반 교도소에서 집행할 수 있다.
[전문개정 2007. 12. 21.]
제64조(보호처분과 형의 집행) 보호처분이 계속 중일 때에 징역, 금고 또는 구류를 선고받은 소년에 대하여는 먼저 그 형을 집행한다.
[전문개정 2007. 12. 21.]
제65조(가석방) 징역 또는 금고를 선고받은 소년에 대하여는 다음 각 호의 기간이 지나면 가석방(假釋放)을 허가할 수 있다.
1. 무기형의 경우에는 5년
2. 15년 유기형의 경우에는 3년
3. 부정기형의 경우에는 단기의 3분의 1
[전문개정 2007. 12. 21.]
제66조(가석방 기간의 종료) 징역 또는 금고를 선고받은 소년이 가석방된 후 그 처분이 취소되지 아니하고 가석방 전에 집행을 받은 기간과 같은 기간이 지난 경우에는 형의 집행을 종료한 것으로 한다. 다만, 제59조의 형기(刑期) 또는 제60조제1항에 따른 장기의 기간이 먼저 지난 경우에는 그 때에 형의 집행을 종료한 것으로 한다.
[전문개정 2007. 12. 21.]
```
제67조(자격에 관한 법령의 적용) ① 소년이었을 때 범한 죄에 의하여 형의 선고 등을 받은 자에 대하여 다음 각 호의 경우 자격에 관한 법령을 적용할 때 장래에 향하여 형의 선고를 받지 아니한 것으로 본다.  <개정 2018. 9. 18.>
```

1. 형을 선고받은 자가 그 집행을 종료하거나 면제받은 경우
2. 형의 선고유예나 집행유예를 선고받은 경우
② 제1항에도 불구하고 형의 선고유예가 실효되거나 집행유예가 실효ㆍ취소된 때에는 그 때에 형을 선고받은 것으로 본다.  <신설 2018. 9. 18.>
[전문개정 2007. 12. 21.]
[2018. 9. 18. 법률 제15757호에 의하여 2018. 1. 25. 헌법재판소에서 위헌 결정된 이 조를 개정함.]
```
      제3장의2 비행 예방  <신설 2007. 12. 21.>
```

제67조의2(비행 예방정책) 법무부장관은 제4조제1항에 해당하는 자(이하 "비행소년"이라 한다)가 건전하게 성장하도록 돕기 위하여 다음 각 호의 사항에 대한 필요한 조치를 취하여야 한다.
1. 비행소년이 건전하게 성장하도록 돕기 위한 조사ㆍ연구ㆍ교육ㆍ홍보 및 관련 정책의 수립ㆍ시행
2. 비행소년의 선도ㆍ교육과 관련된 중앙행정기관ㆍ공공기관 및 사회단체와의 협조체계의 구축 및 운영
[본조신설 2007. 12. 21.]
```
      제4장 벌칙  <개정 2007. 12. 21.>
```

```
제68조(보도 금지) ① 이 법에 따라 조사 또는 심리 중에 있는 보호사건이나 형사사건에 대하여는 성명ㆍ연령ㆍ직업ㆍ용모 등으로 비추어 볼 때 그 자가 당해 사건의 당사자라고 미루어 짐작할 수 있는 정도의 사실이나 사진을 신문이나 그 밖의 출판물에 싣거나 방송할 수 없다.
```

② 제1항을 위반한 다음 각 호의 자는 1년 이하의 징역 또는 1천만원 이하의 벌금에 처한다.  <개정 2014. 1. 7.>
1. 신문 : 편집인 및 발행인
2. 그 밖의 출판물 : 저작자 및 발행자
3. 방송 : 방송편집인 및 방송인
[전문개정 2007. 12. 21.]
제69조(나이의 거짓 진술) 성인(成人)이 고의로 나이를 거짓으로 진술하여 보호처분이나 소년 형사처분을 받은 경우에는 1년 이하의 징역에 처한다.
[전문개정 2007. 12. 21.]
```
제70조(조회 응답) ① 소년 보호사건과 관계있는 기관은 그 사건 내용에 관하여 재판, 수사 또는 군사상 필요한 경우 외의 어떠한 조회에도 응하여서는 아니 된다.
```

② 제1항을 위반한 자는 1년 이하의 징역 또는 1천만원 이하의 벌금에 처한다.
[전문개정 2007. 12. 21.]
```
제71조(소환의 불응 및 보호자 특별교육명령 불응) 다음 각 호의 어느 하나에 해당하는 자에게는 300만원 이하의 과태료를 부과한다.  <개정 2014. 12. 30.>
```

1. 제13조제1항에 따른 소환에 정당한 이유 없이 응하지 아니한 자
2. 제32조의2제3항의 특별교육명령에 정당한 이유 없이 응하지 아니한 자
[전문개정 2007. 12. 21.]
펼침  부      칙 <법률 제4057호, 1988. 12. 31.>  부칙보기
```
①(시행일) 이 법은 1989년 7월 1일부터 시행한다.
```

펼침  부      칙 <법률 제4929호, 1995. 1. 5.>  (소년원법)  부칙보기
제1조 (시행일) 이 법은 공포한 날부터 시행한다.
부칙  부      칙 <법률 제8439호, 2007. 5. 17.>
이 법은 2008년 1월 1일부터 시행한다.
펼침  부      칙 <법률 제8722호, 2007. 12. 21.>  부칙보기
제1조 (시행일) 이 법은 공포 후 6개월이 경과한 날부터 시행한다.
펼침  부      칙 <법률 제11005호,  2011. 8. 4.>  (의료법)  부칙보기
제1조(시행일) 이 법은 공포 후 1년이 경과한 날부터 시행한다. 다만, ㆍㆍㆍ<생략>ㆍㆍㆍ 부칙 제4조는 공포한 날부터 시행하고, ㆍㆍㆍ<생략>ㆍㆍㆍ 시행한다.
부칙  부      칙 <법률 제12192호, 2014. 1. 7.>
이 법은 공포한 날부터 시행한다.

부칙  부      칙 <법률 제12890호, 2014. 12. 30.>
```
이 법은 공포 후 6개월이 경과한 날부터 시행한다.
```

펼침  부      칙 <법률 제13524호, 2015. 12. 1.>  부칙보기
제1조(시행일) 이 법은 공포한 날부터 시행한다.
펼침  부      칙 <법률 제15757호, 2018. 9. 18.>  부칙보기
제1조(시행일) 이 법은 공포한 날부터 시행한다.

제2조(자격에 관한 법령의 적용에 관한 적용례) 제67조의 개정규정은 이 법 시행 전 소년이었을 때 범한 죄에 의하여 형의 집행유예나 선고유예를 받은 사람에게도 적용한다.

### 주요 개정
- 1958년 7월 24일 : 현행 소년법 시행. 대한민국 소년법은 일본 소년법과 일본 구 소년법을 참고하여 제정되었다. 소년법상 소년의 연령을 '만 20세 미만'으로 정하고 사형, 무기형의 적용 하한 연령은 '16세'로 규정하였으며, 이때부터 사형, 무기형을 선고할 수 없는 소년의 형은 '15년의 유기징역'으로 정하였다.
- 1989년 7월 1일 : 사형, 무기형의 적용 하한 연령을 16세에서 '18세'로 높였다.
- 1991년 1월 1일 : 이른바 범죄와의 전쟁 당시 제정된 「특정강력범죄의 처벌에 관한 특례법」 제4조에 살인 등 특정강력범죄를 저지른 소년에 대한 소년법의 특례가 규정되어 시행되었다. 이 규정에 대해서는 소년법 자체가 형법에 대한 특례이므로, 또 다른 특례를 두는 것보다 소년법 제59조, 제60조 및 제65조제2호를 직접 개정하는 것이 타당하다는 비판이 제기되어 왔다.
- 2007년 12월 21일 : 2005년 8월 4일 공직선거법을 개정해 선거연령을 20세 이상에서 '19세 이상'으로 낮춘 경향 등을 반영해 소년법의 소년 연령을 20세 미만에서 '19세 미만'으로 낮추고, 소년 범죄의 흉포화와 저연령화에 대응하기 위해 소년원 송치 하한 연령을 12세에서 '10세'로 낮추는 내용의 개정 소년법이 공포되었다.[2]

### 제정.개정 이유
일부개정]
◇ 개정이유 및 주요내용
```
 소년이었을 때 범한 죄에 의하여 형을 선고받은 경우에는 그 집행이 종료되거나 면제되면 자격에 관한 법령을 적용할 때 장래에 대하여 형의 선고를 받지 아니한 것으로 특례를 규정하고 있는 반면, 형의 집행유예를 선고받은 경우에는 이와 같은 특례를 규정하지 아니하고 있는 「소년법」 제67조는 헌법상 평등원칙에 위배된다는 헌법재판소의 헌법불합치결정(2017헌가7, 2018. 1. 25. 결정) 취지를 반영하여,
 소년이었을 때 범한 죄에 의하여 형의 집행유예나 선고유예를 받은 경우에도 자격에 관한 법령을 적용할 때 형의 선고를 받지 아니한 것으로 보되, 형의 선고유예가 실효되거나 형의 집행유예가 실효ㆍ취소된 경우에는 그 때에 형을 선고받은 것으로 보도록 하려는 것임.
```

### 제정. 개정문
⊙법률 제15757호
소년법 일부개정법률
소년법 일부를 다음과 같이 개정한다.
제60조제4항 중 "관찰"을 "관할"로 한다.
제67조 중 "형을 선고받은 자가 그 집행을 종료하거나 면제받은 경우"를 "형의 선고 등을 받은 자에 대하여 다음 각 호의 경우"로, "적용할 때에는"을 "적용할 때"로 하고, 같은 조에 각 호를 다음과 같이 신설하며, 같은 조 제목 외의 부분을 제1항으로 하고, 같은 조에 제2항을 다음과 같이 신설한다.
```
 1. 형을 선고받은 자가 그 집행을 종료하거나 면제받은 경우
 2. 형의 선고유예나 집행유예를 선고받은 경우
 ② 제1항에도 불구하고 형의 선고유예가 실효되거나 집행유예가 실효ㆍ취소된 때에는 그 때에 형을 선고받은 것으로 본다.
```

```
         부칙
```

제1조(시행일) 이 법은 공포한 날부터 시행한다.
제2조(자격에 관한 법령의 적용에 관한 적용례) 제67조의 개정규정은 이 법 시행 전 소년이었을 때 범한 죄에 의하여 형의 집행유예나 선고유예를 받은 사람에게도 적용한다.

### 소년법 판례
성폭력범죄의처벌등에관한특례법위반(13세미만미성년자강간등)·상해·폭행·부착명령
[울산지법 2013. 2. 15., 선고, 2012고합384,2012전고24, 판결 : 확정]

【판시사항】
검사가 피부착명령청구자 甲에 대하여 특정 범죄자에 대한 보호관찰 및 전자장치 부착 등에 관한 법률에 의하여 위치추적 전자장치 부착명령을 청구하였는데, 법원이 이를 甲에 대한 특정범죄사건 등과 병합 심리한 다음 피고사건에 관하여 소년부송치결정을 한 사안에서, 피고사건에 대하여 소년부송치결정을 한 이상 전자장치 부착명령 청구는 청구의 전제가 되는 피고사건이 존속하지 아니한다는 이유로 부착명령 청구를 기각한 사례

【판결요지】
검사가 피부착명령청구자 甲에 대하여 특정 범죄자에 대한 보호관찰 및 전자장치 부착 등에 관한 법률(이하 ‘위치추적법’이라 한다) 제5조 제1항 제4호의 사유로 부착명령을 청구하였는데, 법원이 이를 甲에 대한 특정범죄사건인 성폭력범죄의 처벌 등에 관한 특례법 위반(13세미만미성년자강간등) 등 사건과 병합 심리한 다음 특정범죄사건인 피고사건에 관하여 소년부송치결정을 한 사안에서, 특정범죄사건인 피고사건과 부착명령 청구사건의 관할 법원이 피고사건에 대하여 보호처분이 상당하다고 판단할 경우 부착명령사건을 어떻게 처리하여야 하는지에 대하여 위치추적법이나 소년법에서 명시적인 규정을 두고 있지 아니하나, 소년법 제50조에서 소년부송치결정의 대상사건을 ‘피고사건’으로 특정하고 있는데, 부착명령 청구사건(전고사건)은 보안처분의 성격을 가지고 있는 별개의 청구라고 보아야 하는 점, 소년보호사건에서 위치추적 전자장치의 부착과 관련한 명시적 규정을 두지 아니하여 부착명령 청구사건을 소년보호사건에서 어떻게 취급하여야 하는지에 대한 제도적 장치가 마련되어 있지 아니하고, 위치추적법 제4조에서 만 19세에 이르지 아니한 경우 위치추적법에 의한 전자장치의 부착을 금하고 있는 점 등 제반 사정을 종합할 때, 부착명령 청구사건은 소년부송치결정의 대상사건에 해당한다고 할 수 없어 관할 법원이 피고사건에 대한 소년부송치결정과 동시에 판결을 선고하여야 할 사건에 해당하고, 특정범죄사건인 피고사건에 대하여 소년부송치결정을 한 이상 징역형의 종료 이후 전자장치 부착을 전제로 청구하는 부착명령 청구는 그 청구의 전제가 되는 ‘피고사건’이 존속하지 아니한 결과에 이르러 피고사건과 부착명령사건은 피고사건에 대한 소년부송치결정의 고지로써 자연적으로 분리된다는 이유로 부착명령 청구를 기각한 사례.

### 대한민국 소년법 개정 찬반 논란
최근 N번방 사건 등으로 인하여 대한민국에서 소년법 개정이 화두가 되었으나, 개정을 두고 찬성과 반대로 나뉜 양측의 대립이 첨예하다. 소년법 개정의 핵심은 촉법소년 연령 하향에 있다고 할 수 있는데, 이를 두고 양측의 의견이 분분하다.
먼저 찬성 측은, 현재 소년법은 피해자를 고려하기 보다는, 가해자에 초점이 맞춰진 법이라고 주장하며, 이들에 대한 처벌을 강화해야 할 것을 강조한다. 미성년자의 범죄가 예전과 다르게 점점 더 잔혹해지고 있으며, 성인 범죄와 다르지 않은 수준을 보이기도 하기에, 이들과 동등한 처벌을 해야 한다고 주장한다.
그러나 반대 측 또한 강경한 입장을 보이고 있다. 국가인권위원회는 촉법 소년의 연령 하향이 별다른 실효성이 없다고 주장한다. 또한 이는 국제적이 인권 기준에 어긋난다는 근거를 제시하였다. 이뿐만 아니라, 소년부 재판을 담당했던 판사는 전체 소년범죄 사건 중 흉악범죄는 1%에 불과한데, 이들 때문에 나머지의 소년들이 평생을 낙인찍혀 살 수  있다는 위험이 존재한다고 주장한다.

## 일본 소년법
제51조(사형과 무기형의 완화) ① 죄를 범할 당시 18세 미만인 자에 대하여 사형에 처하여야 할 때에는 무기형을 과(科)한다.
② 죄를 범할 당시 18세 미만인 자에 대하여 무기형에 처하여야 할 때에는 유기의 징역 또는 금고를 과할 수 있다. 이 경우 그 형은 10년 이상 20년 이하로 선고한다.
제52조(부정기형) ① 소년에 대하여 유기의 징역 또는 금고로 처할 경우에는 처할 형의 범위 내에서 장기를 정하고, 장기의 2분의 1을 밑돌지 않는 범위 내에서 단기를 정하여 이를 선고한다. 이 경우 장기는 15년, 단기는 10년을 초과할 수 없다.

제58조(가석방) ① 징역 또는 금고를 선고받은 소년에 대하여는 다음 각 호의 기간이 지나면 가석방을 할 수 있다.
1. 무기형은 7년
2. 제51조제2항에 따른 유기형은 형기의 3분의 1
3. 부정기형은 단기의 3분의 1
② 제51조제1항에 따라 무기형의 선고를 받은 자에 대하여는 제1항제1호를 적용하지 아니한다. → 일본 형법 제28조 : 무기형의 가석방은 10년

### 주요 개정
- 1949년 1월 1일 : 현행 소년법 시행. 일본 소년법은 구 소년법을 기초로 연합군 최고사령부(GHQ)의 지도 아래 당시 미국 시카고 소년범죄법을 참고해 제정되었다. 이때 소년법상 소년의 연령을 만 18세 미만에서 '만 20세 미만'으로 높이고 사형의 적용 하한 연령을 16세에서 '18세'로 높였으며, 형법 제41조(책임연령)에도 불구하고 16세 미만은 형사처벌을 배제하고 보호처분을 하도록 규정하였다.
- 2001년 4월 1일 : 형사 처벌 가능 연령을 16세에서 형법 제41조(책임연령)의 '14세'로 낮추고, 범행 당시 18세 미만인 이유로 사형을 무기형으로 감경하는 경우에는 가석방을 소년법의 7년 이상이 아닌 형법의 '10년 이상'을 적용하도록 하였다.[7]
- 2007년 6월 1일 : 소년 범죄의 흉포화와 저연령화에 대응하기 위해 소년원 송치 하한 연령을 14세에서 '대체로(おおむね) 12세'[8]로 낮추는 내용의 개정 소년법이 공포되었다.[9]
- 2014년 5월 9일 : 2005년 1월 1일 형법을 개정하여 유기징역의 장기를 15년에서 '20년'(형의 가중시 20년에서 '30년')으로 연장함으로써 생긴 형법과 소년법의 괴리를 줄이기 위해 무기형 대신 유기형을 선고하는 경우 그 형을 15년까지에서 '20년까지'로 개정하고 그 가석방의 요건을 3년 경과에서 '형기의 3분의 1' 경과로 강화하였으며, 부정기형의 장기와 단기의 상한을 10년, 5년에서 '15년, 10년'으로 각각 5년씩 늘렸다.

## 소년범의 특례를 일반 형법에 규정한 입법례

### 조선민주주의인민공화국형법
제29조(사형) ① 사형은 범죄자의 육체적 생명을 박탈하는 최고의 형벌이다.
② 범죄를 저지를 당시 18세에 이르지 못한 자에 대하여는 사형을 줄 수 없으며, 임신 여성에 대하여는 사형을 집행할 수 없다.

### 중국형법
제49조 범죄 시에 만 18세 미만인 자와 재판 시에 임신한 부녀의 경우 사형을 적용하지 아니한다.

### 대만형법
제63조 ① 18세 미만, 80세 이상의 자는 사형 또는 무기형에 처할 수 없고, 사형 또는 무기형에 처하여야 할 경우에는 그 형을 감경한다.

## 같이 보기
- 소년범
- 촉법소년
- 우범소년
- 소년 비행
- 형사책임 연령
  - 대한민국 형법 제9조